# Bulbophyllum helenae
Bulbophyllum helenae är en orkidéart som först beskrevs av Carl Ernst Otto Kuntze, och fick sitt nu gällande namn av Johannes Jacobus Smith. Bulbophyllum helenae ingår i släktet Bulbophyllum och familjen orkidéer. Inga underarter finns listade i Catalogue of Life.